# Ramaria maculatipes
Ramaria maculatipes är en svampart som beskrevs av Marr & D.E. Stuntz 1974. Ramaria maculatipes ingår i släktet Ramaria och familjen Gomphaceae.   Inga underarter finns listade i Catalogue of Life.